# Алессандро Делла Валле
Алессандро Делла Валле (італ. Alessandro Della Valle, нар. 8 червня 1982, Борго-Маджоре) — санмаринський футболіст, що грав на позиції захисника. На батьківщині грав за клуби «Фольгоре-Фальчано» та «Ювенес-Догана». Найбільш відомий за виступами в національній збірній Сан-Марино, у складі якої є одним із рекордсменів за кількістю проведених матчів — 65 офіційно зареєстрованих матчів та 1 не зареєстрований ФІФА.

## Клубна кар'єра
Алессандро Делла Валле народився в місті Борго-Маджоре, та є вихованцем футбольної школи клубу «Сан-Марино», який грає в системі футбольних ліг Італії. У дорослому футболі дебютував 2002 року виступами за санмаринську команду «Фольгоре-Фальчано», в якій провів один сезон. З 2003 до 2016 року Алессандро Делла Валле грав у низці італійських нижчолігових клубів, зокрема «Тропікаль Коріано», «Мариньяно Кальчьо», «Скот Дуе Емме», «Фонтанелле», «Санвітезе» та «Сант'Ермете Санвітезе».
У 2016 році став гравцем санмаринського клубу «Ювенес-Догана», у складі якого грав до 2018 року, після чого завершив виступи на футбольних полях.

## Виступи за збірну
Алессандро Делла Валле у 2002 році дебютував у складі національної збірної Сан-Марино. У складі збірної грав до 2017 року, провів у її формі 65 матчів, зареєстрованих ФІФА, у яких відзначився 1 забитим м'ячем у ворота збірної Польщі. Також зіграв один не зареєстрований ФІФА матч зі збірною Італії 31 травня 2017 року.

## Тренерська діяльність
З 2020 року Алессандро Делла Валле входить до тренерського штабу санмаринської футбольної команди «Пеннаросса».
| Дата       | Місто              | Господарі            | Результат | Гості                | Турнір            | Голи | Примітки      |
| ---------- | ------------------ | -------------------- | --------- | -------------------- | ----------------- | ---- | ------------- |
| 21-5-2002  | Серравалле         | Сан-Марино           | 0 – 1     | Естонія              | товариський матч  | -    | 77'           |
| 28-4-2004  | Серравалле         | Сан-Марино           | 1 – 0     | Ліхтенштейн          | товариський матч  | -    |               |
| 4-9-2004   | Серравалле         | Сан-Марино           | 0 – 3     | Сербія та Чорногорія | Відбір до ЧС 2006 | -    |               |
| 8-9-2004   | Каунас             | Литва                | 4 – 0     | Сан-Марино           | Відбір до ЧС 2006 | -    |               |
| 13-10-2004 | Белград            | Сербія та Чорногорія | 5 – 0     | Сан-Марино           | Відбір до ЧС 2006 | -    |               |
| 17-11-2004 | Серравалле         | Сан-Марино           | 0 – 1     | Литва                | Відбір до ЧС 2006 | -    |               |
| 9-2-2005   | Альмерія           | Іспанія              | 5 – 0     | Сан-Марино           | Відбір до ЧС 2006 | -    |               |
| 30-3-2005  | Серравалле         | Сан-Марино           | 1 – 2     | Бельгія              | Відбір до ЧС 2006 | -    | 32'           |
| 4-6-2005   | Серравалле         | Сан-Марино           | 1 – 3     | Боснія і Герцеговина | Відбір до ЧС 2006 | -    |               |
| 7-9-2005   | Антверпен          | Бельгія              | 8 – 0     | Сан-Марино           | Відбір до ЧС 2006 | -    |               |
| 8-10-2005  | Зениця             | Боснія і Герцеговина | 3 – 0     | Сан-Марино           | Відбір до ЧС 2006 | -    |               |
| 12-10-2005 | Серравалле         | Сан-Марино           | 0 – 6     | Іспанія              | Відбір до ЧС 2006 | -    | 26'           |
| 16-8-2006  | Серравалле         | Сан-Марино           | 0 – 3     | Албанія              | товариський матч  | -    | 75'           |
| 6-9-2006   | Серравалле         | Сан-Марино           | 0 – 13    | Німеччина            | Відбір до ЧЄ 2008 | -    |               |
| 7-6-2006   | Ліберець           | Чехія                | 7 – 0     | Сан-Марино           | Відбір до ЧЄ 2008 | -    |               |
| 2-6-2007   | Нюрнберг           | Німеччина            | 6 – 0     | Сан-Марино           | Відбір до ЧЄ 2008 | -    |               |
| 22-8-2007  | Серравалле         | Сан-Марино           | 0 – 1     | Кіпр                 | Відбір до ЧЄ 2008 | -    | 59'           |
| 8-9-2007   | Серравалле         | Сан-Марино           | 0 – 3     | Чехія                | Відбір до ЧЄ 2008 | -    | 31', 64'      |
| 13-10-2007 | Дубниця-над-Вагом  | Словаччина           | 7 – 0     | Сан-Марино           | Відбір до ЧЄ 2008 | -    |               |
| 17-10-2007 | Серравалле         | Сан-Марино           | 1 – 2     | Уельс                | Відбір до ЧЄ 2008 | -    |               |
| 21-11-2007 | Серравалле         | Сан-Марино           | 0 – 5     | Словаччина           | Відбір до ЧЄ 2008 | -    |               |
| 11-10-2008 | Серравалле         | Сан-Марино           | 1 – 3     | Словаччина           | Відбір до ЧС 2010 | -    |               |
| 15-10-2008 | Белфаст            | Північна Ірландія    | 4 – 0     | Сан-Марино           | Відбір до ЧС 2010 | -    |               |
| 19-11-2008 | Серравалле         | Сан-Марино           | 0 – 3     | Чехія                | Відбір до ЧС 2010 | -    |               |
| 11-2-2009  | Серравалле         | Сан-Марино           | 0 – 3     | Північна Ірландія    | Відбір до ЧС 2010 | -    |               |
| 1-4-2009   | Кельці             | Польща               | 10 – 0    | Сан-Марино           | Відбір до ЧС 2010 | -    | 45'           |
| 12-8-2009  | Марибор            | Словенія             | 5 – 0     | Сан-Марино           | Відбір до ЧС 2010 | -    |               |
| 9-9-2009   | Угерске Градіште   | Чехія                | 7 – 0     | Сан-Марино           | Відбір до ЧС 2010 | -    | 75'           |
| 3-9-2010   | Серравалле         | Сан-Марино           | 0 – 5     | Нідерланди           | Відбір до ЧЄ 2012 | -    | 43'           |
| 7-9-2010   | Мальме             | Швеція               | 6 – 0     | Сан-Марино           | Відбір до ЧЄ 2012 | -    |               |
| 8-10-2010  | Будапешт           | Угорщина             | 8 – 0     | Сан-Марино           | Відбір до ЧЄ 2012 | -    | 42'           |
| 17-11-2010 | Гельсінкі          | Фінляндія            | 8 – 0     | Сан-Марино           | Відбір до ЧЄ 2012 | -    |               |
| 9-2-2011   | Серравалле         | Сан-Марино           | 0 – 1     | Ліхтенштейн          | товариський матч  | -    |               |
| 3-6-2011   | Серравалле         | Сан-Марино           | 0 – 1     | Фінляндія            | Відбір до ЧЄ 2012 | -    | 49'           |
| 7-6-2011   | Серравалле         | Сан-Марино           | 0 – 3     | Угорщина             | Відбір до ЧЄ 2012 | -    | 73'           |
| 10-8-2011  | Серравалле         | Сан-Марино           | 0 – 1     | Румунія              | товариський матч  | -    |               |
| 10-11-2011 | Кишинів            | Молдова              | 4 – 0     | Сан-Марино           | Відбір до ЧЄ 2012 | -    |               |
| 14-8-2012  | Серравалле         | Сан-Марино           | 2 – 3     | Мальта               | Відбір до ЧЄ 2012 | -    | кап. 46'      |
| 11-9-2012  | Серравалле         | Сан-Марино           | 0 – 6     | Чорногорія           | Відбір до ЧС 2014 | -    | кап.          |
| 12-10-2012 | Лондон             | Англія               | 5 – 0     | Сан-Марино           | Відбір до ЧС 2014 | -    | кап.          |
| 16-10-2012 | Серравалле         | Сан-Марино           | 0 – 2     | Молдова              | Відбір до ЧС 2014 | -    | кап.          |
| 14-11-2012 | Подгориця          | Чорногорія           | 3 – 0     | Сан-Марино           | Відбір до ЧС 2014 | -    | 53'           |
| 22-3-2013  | Серравалле         | Сан-Марино           | 0 – 8     | Англія               | Відбір до ЧС 2014 | -    |               |
| 26-3-2013  | Варшава            | Польща               | 5 – 0     | Сан-Марино           | Відбір до ЧС 2014 | -    | 44'           |
| 31-5-2013  | Болонья            | Італія               | 4 – 0     | Сан-Марино           | товариський матч  | -    | 72'           |
| 10-9-2013  | Серравалле         | Сан-Марино           | 1 – 5     | Польща               | Відбір до ЧС 2014 | 1    |               |
| 11-10-2013 | Кишинів            | Молдова              | 3 – 0     | Сан-Марино           | Відбір до ЧС 2014 | -    | кап.          |
| 15-10-2013 | Серравалле         | Сан-Марино           | 0 – 8     | Україна              | Відбір до ЧС 2014 | -    | кап. 12', 90' |
| 8-6-2014   | Серравалле         | Сан-Марино           | 0 – 3     | Албанія              | товариський матч  | -    |               |
| 9-10-2016  | Лондон             | Англія               | 5 – 0     | Сан-Марино           | Відбір до ЧЄ 2016 | -    |               |
| 14-10-2014 | Серравалле         | Сан-Марино           | 0 – 4     | Швейцарія            | Відбір до ЧЄ 2016 | -    | кап.          |
| 27-3-2015  | Любляна            | Словенія             | 5 – 0     | Сан-Марино           | Відбір до ЧЄ 2016 | -    |               |
| 31-3-2015  | Ешен (Ліхтенштейн) | Ліхтенштейн          | 1 – 0     | Сан-Марино           | товариський матч  | -    |               |
| 14-6-2015  | Таллінн            | Естонія              | 2 – 0     | Сан-Марино           | Відбір до ЧЄ 2016 | -    | кап.          |
| 5-9-2015   | Серравалле         | Сан-Марино           | 0 – 6     | Англія               | Відбір до ЧЄ 2016 | -    |               |
| 8-9-2015   | Вільнюс            | Литва                | 2 – 1     | Сан-Марино           | Відбір до ЧЄ 2016 | -    | кап.          |
| 9-10-2015  | Санкт-Галлен       | Швейцарія            | 7 – 0     | Сан-Марино           | Відбір до ЧЄ 2016 | -    | кап. 80'      |
| 12-10-2015 | Серравалле         | Сан-Марино           | 0 – 2     | Словенія             | Відбір до ЧЄ 2016 | -    | 73'           |
| 4-6-2016   | Рієка              | Хорватія             | 10 – 0    | Сан-Марино           | товариський матч  | -    | кап.          |
| 8-10-2016  | Белфаст            | Північна Ірландія    | 4 – 0     | Сан-Марино           | Відбір до ЧС 2018 | -    |               |
| 11-10-2016 | Осло               | Норвегія             | 4 – 1     | Сан-Марино           | Відбір до ЧС 2018 | -    |               |
| 22-2-2017  | Серравалле         | Сан-Марино           | 0 – 2     | Андорра              | товариський матч  | -    |               |
| 10-6-2017  | Нюрнберг           | Німеччина            | 7 – 0     | Сан-Марино           | Відбір до ЧС 2018 | -    | кап.          |
| 4-9-2017   | Баку               | Азербайджан          | 5 – 1     | Сан-Марино           | Відбір до ЧС 2018 | -    | кап.          |
| 8-10-2017  | Пльзень            | Чехія                | 5 – 0     | Сан-Марино           | Відбір до ЧС 2018 | -    |               |
| Усього     |                    | Матчів (4 місце)     | 65        |                      | Голів             | 1    |               |